# Edward Belfort
Pour les articles homonymes, voir Belfort.
Edward Belfort, né en 1965 dans le district de Marowijne et mort le 7 avril 2025 à Paramaribo, est un homme politique surinamien.

## Biographie
Edward Belfort naît en 1965 dans le district de Marowijne.
Sa carrière débute en 1990 en tant qu'enseignant à l'école de police, où il est notamment instructeur d'autodéfense.
Il obtient son master en droit à l'Université du Suriname Anton-de-Kom en 2008.
Il est député. En 2012, il est nommé ministre de la Justice et de la Police dans le cabinet Bouterse I, poste qu'il occupe jusqu'en 2015.
Admis à l'unité de soins intensifs de l'hôpital universitaire de Paramaribo, Edward Belfort meurt le 7 avril 2025.